# Arguda
Arguda is een geslacht van vlinders van de familie spinners (Lasiocampidae), uit de onderfamilie Lasiocampinae.

## Soorten
- A. albiscutulata De Lajonquière, 1979
- A. bipartita Leech, 1899
- A. decurtata Moore, 1879
- A. insulindiana De Lajonquière, 1977
- A. parallelina (Walker, 1865)
- A. rectilinea Hampson, 1892
- A. rosemariae Holloway, 1987
- A. viettei De Lajonquière, 1877
- A. vinata (Moore, 1865)